# ドゥ・ホワット・ユー・ライク
「ドゥ・ホワット・ユー・ライク」（Do What U Like）はイギリスの男性グループ、テイク・ザットのデビュー曲。彼らのデビューアルバム『テイク・ザット&パーティ』に収録されている。メインボーカルはゲイリー・バーロウ。

## この曲について
テイク・ザットが結成してから数ヶ月経った1991年、彼らのマネージャー、ナイジェル・マーティン・スミスがデビュー曲をリリースすることを決意。この頃はまだファンを獲得している最中で、特にパフォーマンスをよくしていたゲイ・クラブでは人気があり、また、十代の女の子のファンを確実に増やしていっていた。しかしながら、1990年の中ごろに国の一大スターになるとは誰も予期していなかった。
この曲自身はレイ・ヘッジズとメンバーのゲイリー・バーロウによって作詞され、また、バーロウが約3分30秒のこの曲のほとんどを歌う。母国のシングルチャートでは最高位が82位にとどまる。
デビューアルバム『テイク・ザット&パーティ』と後にリリースされるベスト盤『グレイテスト・ヒッツ』の両方のアルバムに収録されているが、2005年に再リリースされたベスト盤にはメンバー自身で収録しないことを決めている（この曲のみが発売されたシングルの中で同アルバムに収録されていない）。この曲があまりヒットしなかった理由として、低予算の中で作られたミュージック・ビデオがあげられる。内容はメンバーが裸になり、体中にゼリーを塗り、お互い触りあうという内容。イギリスでは "bad music video" として例に挙げられる。事実、イギリスのチャンネル、VH1の調査によるとこのビデオは生涯で2番目に最悪のビデオとされている（1位はクリフ・リチャードの "Wired For Sound" である）。

## トラックリスト
- "Do What U Like"
- "Do What U Like" (12" mix)
- "Waitin' Around"